# Un po' di cielo
Un po' di cielo è un film del 1955 diretto da Giorgio Moser

## Trama
Frank è un pilota americano che durante la guerra mondiale viene abbattuto cadendo sul territorio italiano accolto poi da una famiglia italiana che gli dà ospitalità. Sono passati 12 anni e Frank deve tornare in Italia per partecipare alle manovre militari e con l'occasione rincontra Roberto e Nora che all'epoca era una quindicenne. Il tempo è passato e sia Nora sia Frank sono sposati, ma durante una gita Frank la corteggia.